# Zingem
Zingem is een plaats en voormalige gemeente in de Belgische provincie Oost-Vlaanderen. De gemeente, die naast de hoofdkern nog uit Huise en Ouwegem bestond, telde in 2018 ruim 7000 inwoners. Op 1 januari 2019 ging Zingem als deelgemeente op in de nieuwe fusiegemeente Kruisem. Zingem wordt ten oosten begrensd door de Schelde. De inwoners worden Zingemnaars genoemd en hun dialect is het Zingems, een variant van het Oost-Vlaams.

## Naamgeving
Oude benamingen van Zingem zijn:
- Siggingaheim (885)
- Siggingehem (967)
- Siggengem (1019)
- Sinchem (1121)
- Singhem (1219)

De naam gaat terug op de Germaanse nederzettingen: Sigginga-heim betekent letterlijk woonplaats van de lieden van Siggo, die zich vestigden op de zachte helling van de linker Scheldevallei. De naamstam sig- is verwant met het Oudhoogduitse sigu, wat zegepraal betekent. De zeer gebruikelijke voornaam Siggo kan bijgevolg worden vertaald als overwinnaar en komt overeen met de Latijnse naam Victor.

## Geschiedenis
Vanaf de 14e eeuw vormde Zingem met het aanpalende Asper een heerlijkheid die behoorde tot het graafschap Vlaanderen. In de 17e eeuw werd de heerlijkheid verpand aan de familie Roisin en in 1628 aan de familie Van der Meeren, om vervolgens door aankoop en erfenis van 1667 tot 1789 bezit te worden van de familie Van Hoobrouck.
Sinds de 18e eeuw speelde de familie Amelot, als ambtenaren van de Van Hoobroucks en later als burgemeesters, een leidende rol. Jacques-Chrétien Amelot was liberaal burgemeester van Zingem van 1804 tot zijn overlijden in 1850, waarna zijn zoon Jean-Baptiste Amelot de sjerp overnam tot 1886. Na een kort intermezzo onder de katholieke burgemeesters Honoré de Merlier en Louis Ceuterick, werd Alfred Amelot, een neef van Jean-Baptiste, in 1896 de nieuwe burgemeester. Hij zou gedurende 68 jaar aan de macht blijven, wat van hem de burgemeester met de langste staat van dienst in de Belgische geschiedenis maakt.
Bij de gemeentelijke fusies in 1977 werden Huise en Ouwegem aangehecht bij Zingem. De drie deelgemeenten maken sinds 2019 deel uit van de nieuwe fusiegemeente Kruisem.

## Kernen
De voormalige fusiegemeente Zingem ontstaan in 1977 bestond naast Zingem zelf nog uit de deelgemeenten Huise en Ouwegem. Het gehucht Lozer dat deel was van Huise werd bij de fusie van 1977 echter deel van Kruishoutem.
|   | Naam    | Opp. (km²) | Inwoners (2020) | Inwoners per km² | NIS-code voor 2019 |
| - | ------- | ---------- | --------------- | ---------------- | ------------------ |
| 1 | Zingem  | 8,17       | 4.207           | 515              | 45057A             |
| 2 | Ouwegem | 6,17       | 1.623           | 263              | 45057B             |
| 3 | Huise   | 9,98       | 1.760           | 176              | 45057C             |

## De muntschatten van Zingem

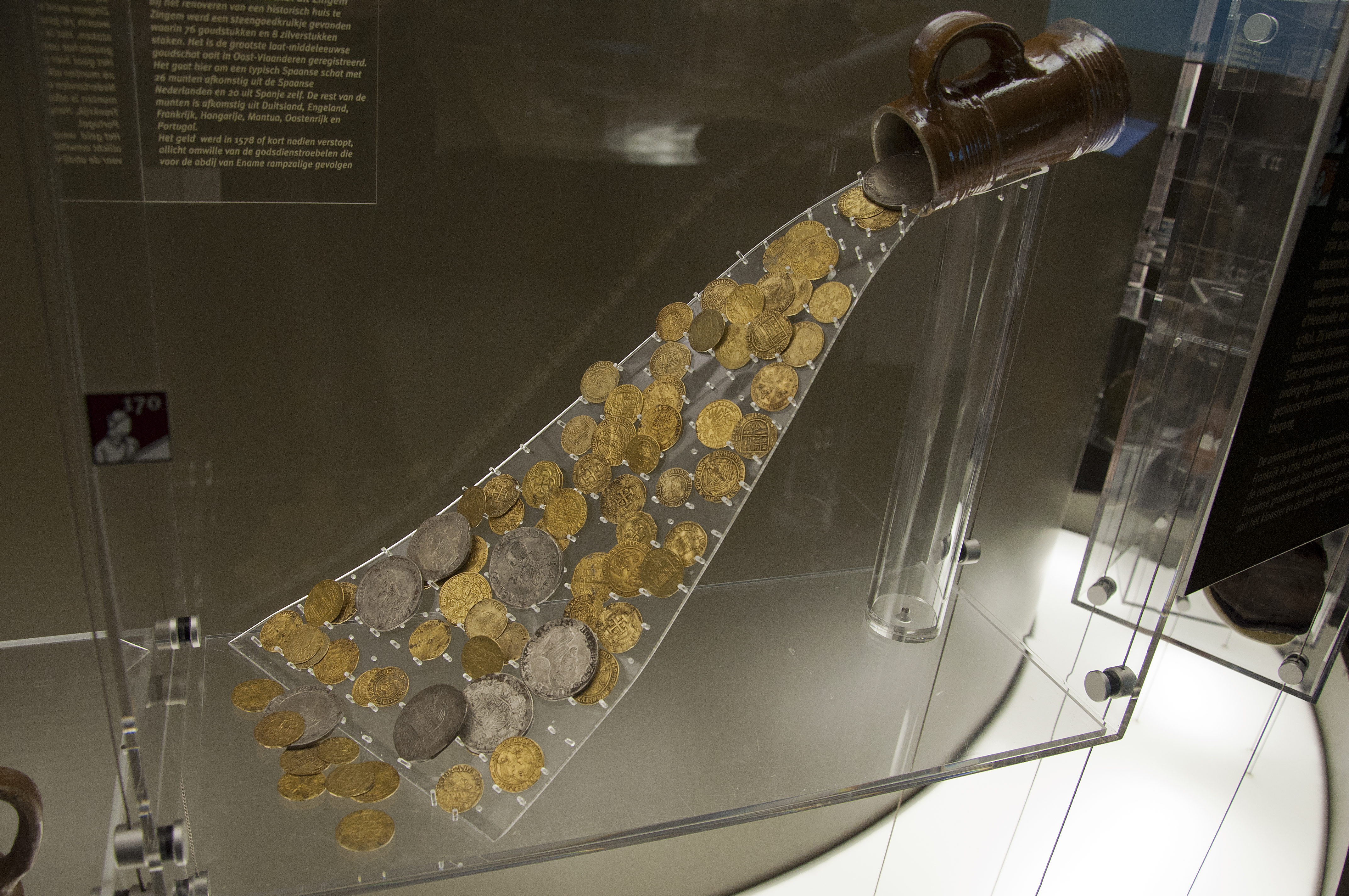
De muntschat van Zingem, ontdekt in 1997, in het Provinciaal Archeologisch Museum te Ename

In 1861 ontdekte men 400 Romeinse munten uit de 3e eeuw, die in 262 waren verstopt en met zekerheid wijzen op de aanwezigheid van Romeinen in Zingem.
Op 31 mei 1997 ontdekte een bewoner bij verbouwingswerken aan zijn woning in de Pulmstraat een aarden kruikje met een aantal munten. Onderzoek wees uit dat het om een 16e-eeuws kruikje ging met 76 goudstukken en 8 zilverstukken, voor het grootste deel uit de Spaanse tijd. Deze muntschat is tentoongesteld in het Provinciaal Archeologisch Museum te Ename. Het is mogelijk dat de muntschat werd opgeborgen ingevolge de inval in 1578 van een garnizoen van de Gentse Republiek dat de kerk plunderde, of als gevolg van de inval van Franse troepen datzelfde jaar.

## Bezienswaardigheden
- De Sint-Bavokerk bevat een 18e-eeuws orgel van de bekende orgelmakers Van Peteghem.
- Het Meuleken 't Dal, een van de oudste nog bestaande standerdmolens van Oost-Vlaanderen.
- Het gemeentehuis in Zingem wordt in de volksmond het Kasteel Amelot genoemd, naar Alfred Amelot, die de villa rond 1905 liet bouwen als zomerverblijf van de familie. Sinds 2025 bevindt zich er het Erfgoedmuseum Huizingouw
- Het Kasteelke van Voorde
- De Omgangstraat

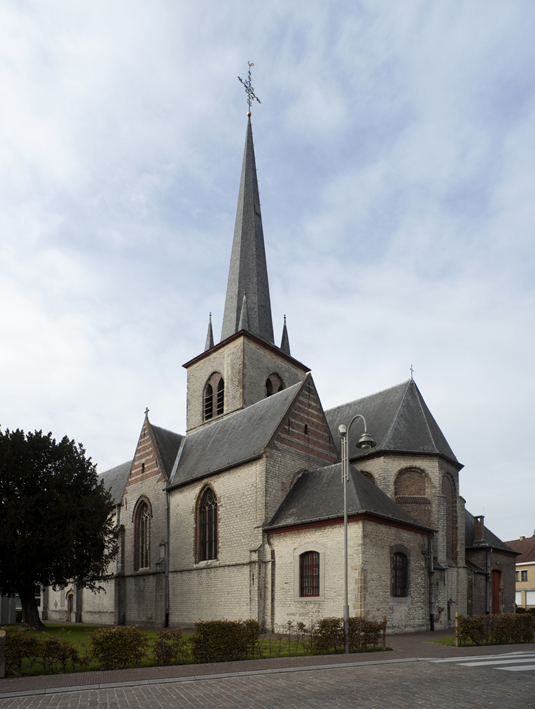
Sint-Bavokerk
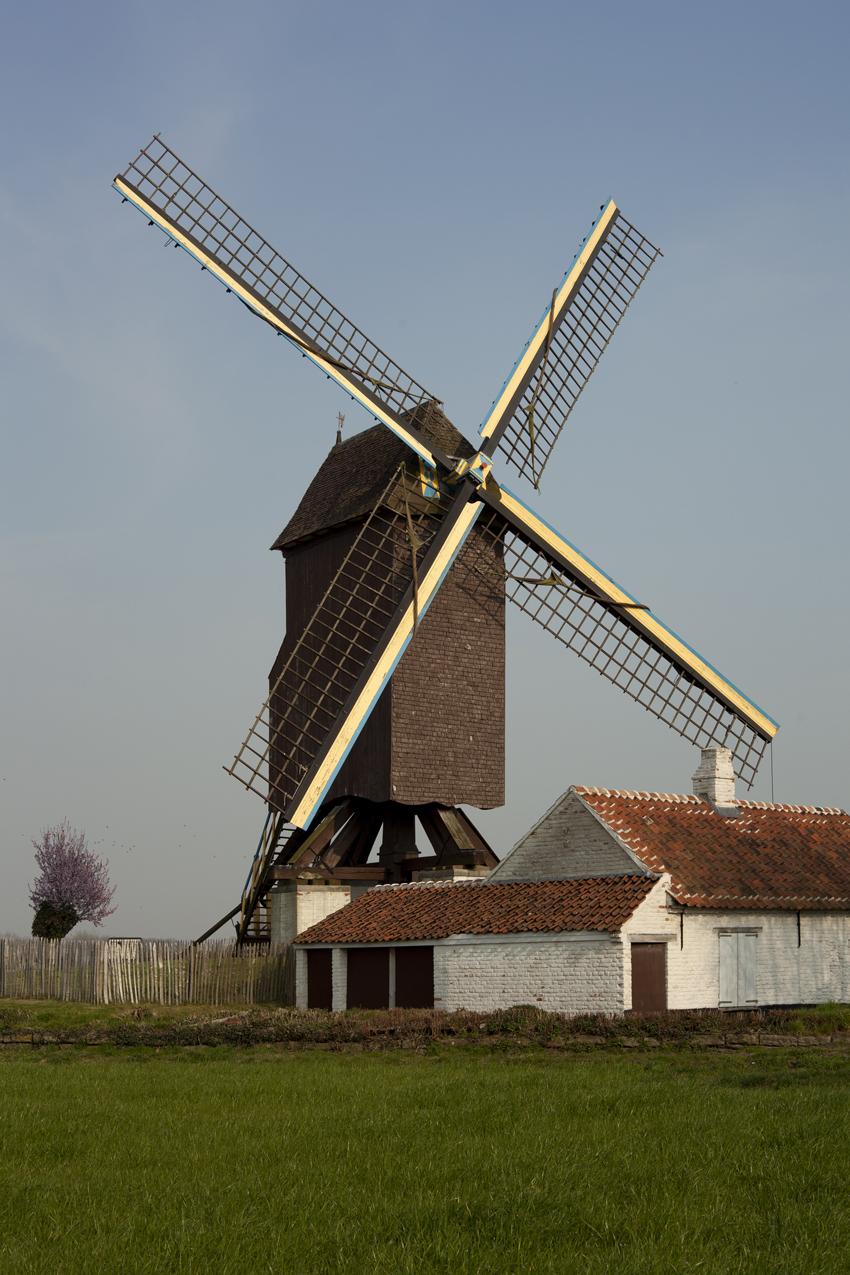
Meuleken 't Dal
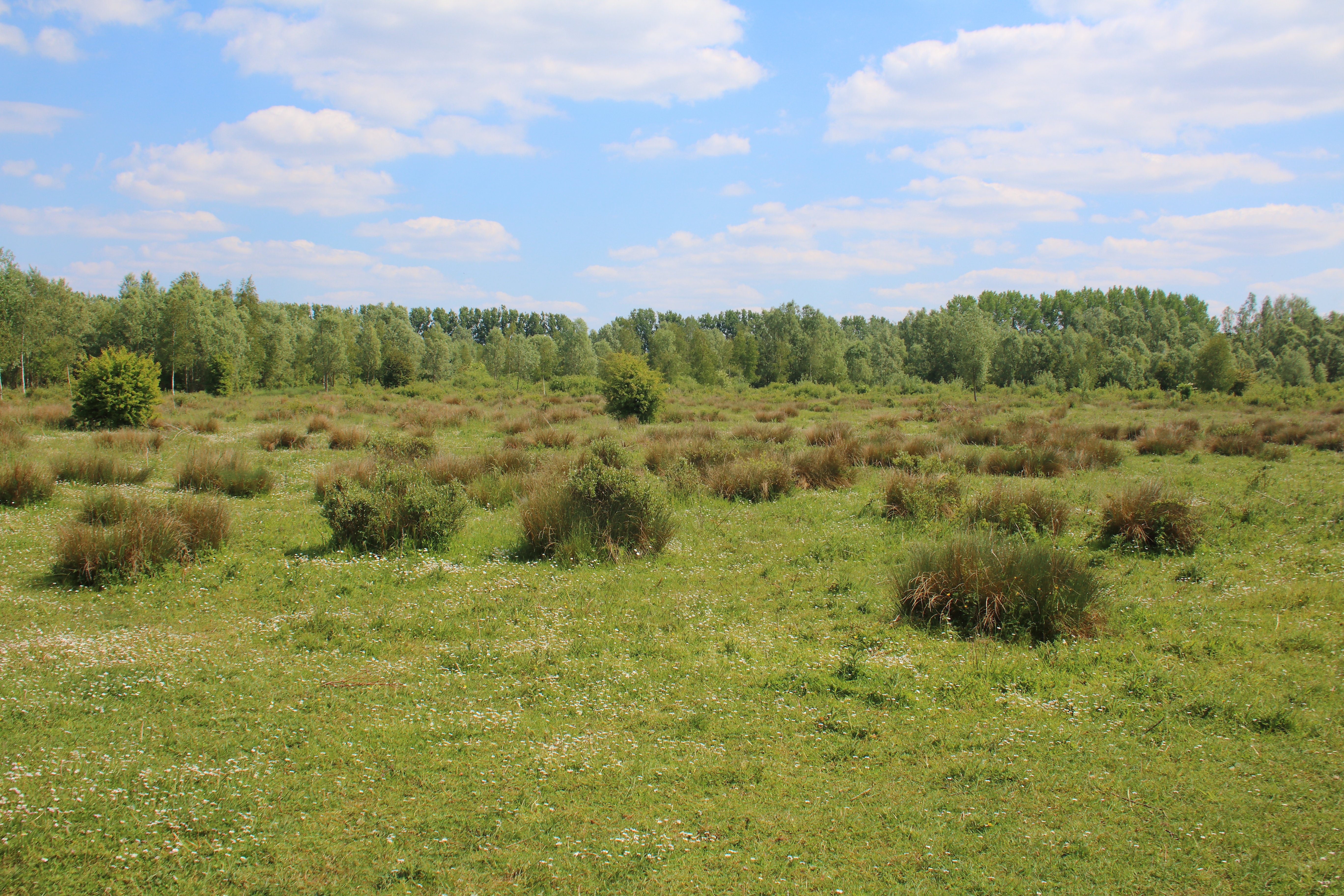
Grootmeers
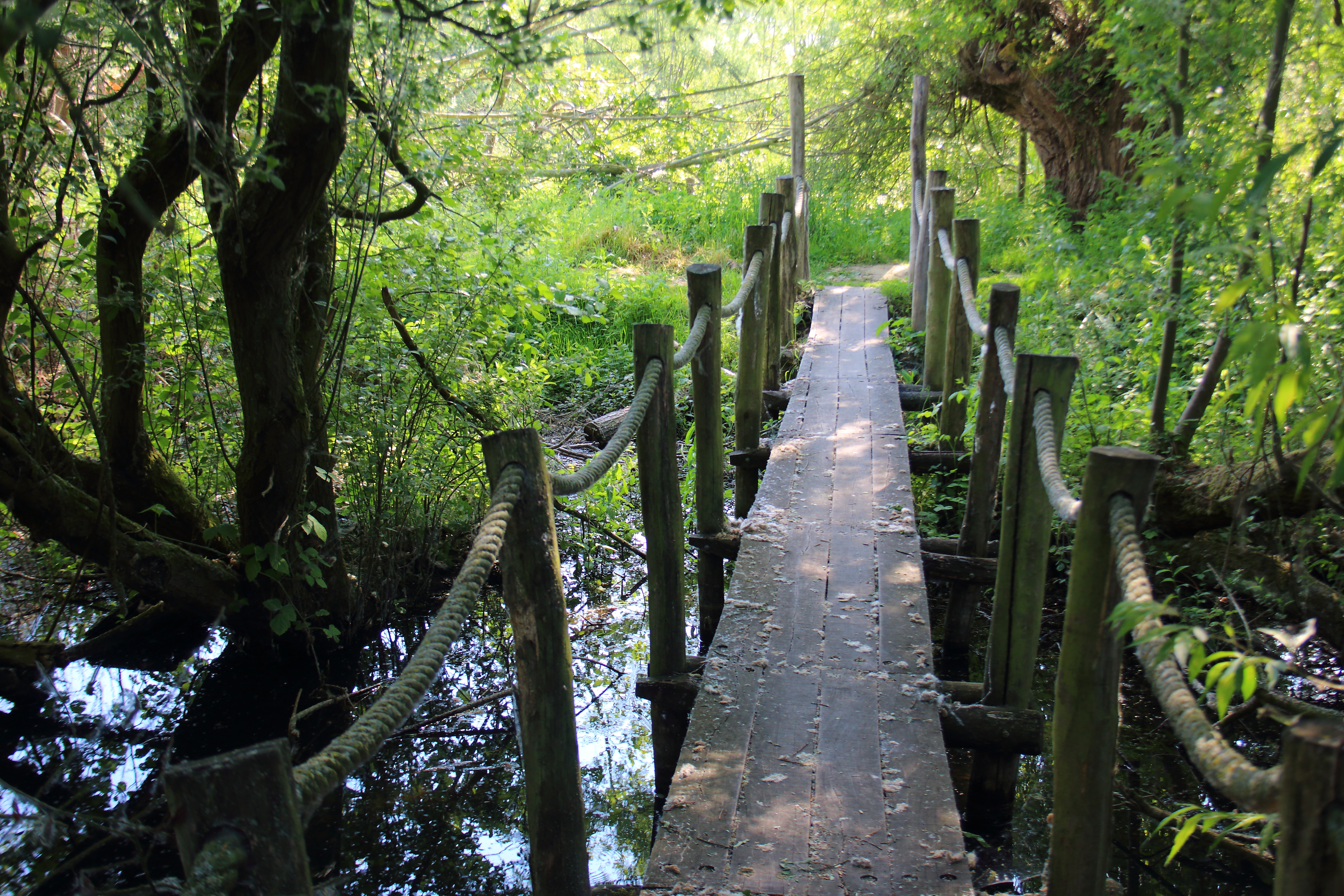
Weiput
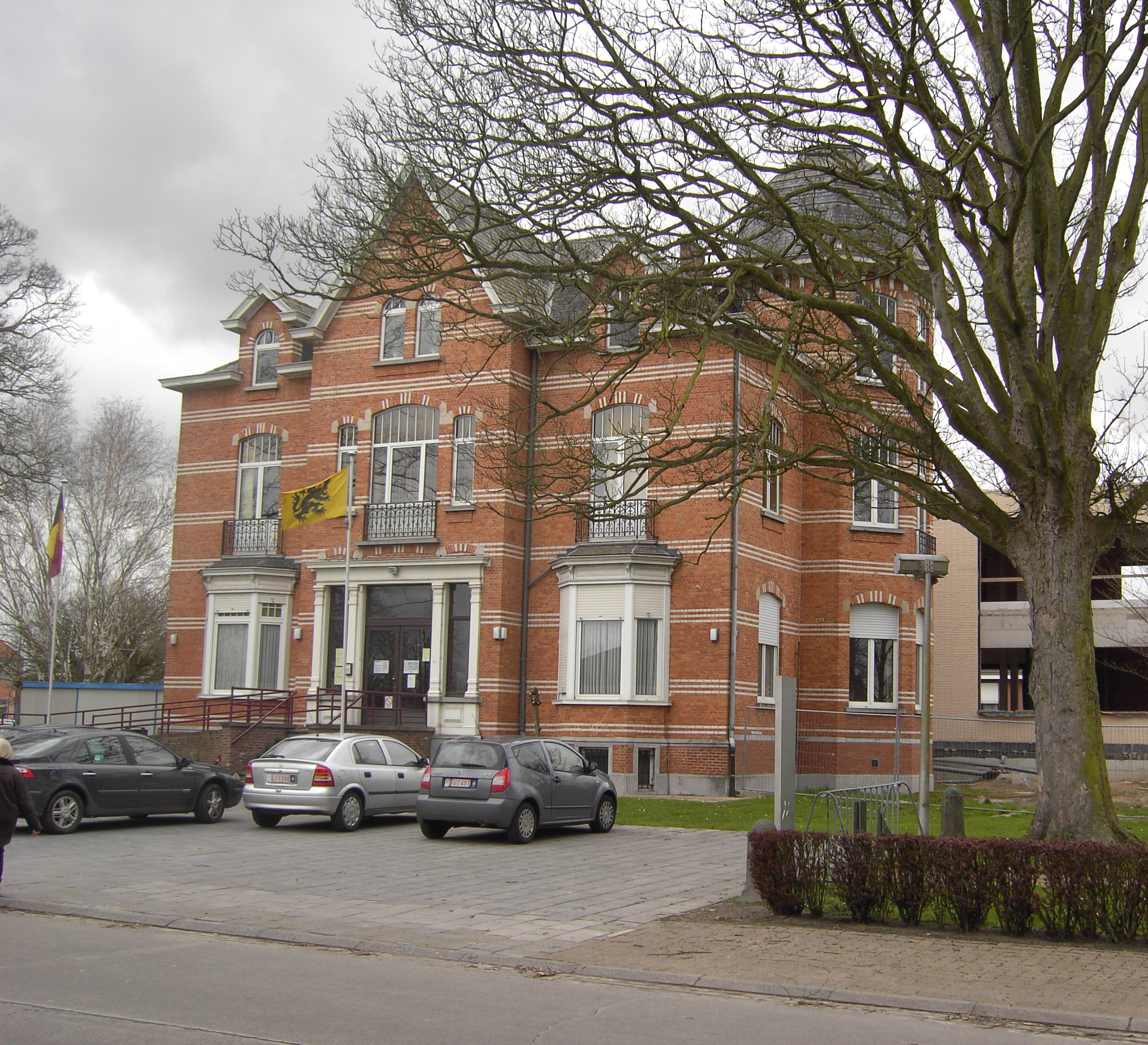
Kasteel Amelot

## Natuur en landschap
Zingem ligt aan de Schelde op een hoogte van ongeveer 17 meter.
Aan de Schelde liggen de natuurgebieden Grootmeers en Weiput.

## Demografie

### Demografische ontwikkeling voor de fusie van 1977
- Bronnen:NIS, Opm:1831 tot en met 1970=volkstellingen; 1976 = inwoneraantal op 31 december

### Demografische ontwikkeling van de fusiegemeente
Alle historische gegevens hebben betrekking op de gemeente Zingem, inclusief deelgemeenten, zoals ontstaan na de fusie van 1 januari 1977 tot de nieuwe fusie op 1 januari 2019.
- Bron: NIS – Opm.: 1831 tot en met 1981: volkstellingen; 1990 en later: inwonertal op 1 januari
- Opmerking: de cijfers tot en met 1970 zijn inclusief het gehucht Lozer dat tot 1977 onderdeel was van deelgemeente Huise

## Politiek
De gemeente Zingem lag in het kieskanton Kruishoutem in het provinciedistrict Oudenaarde, het kiesarrondissement Aalst-Oudenaarde en de kieskring Oost-Vlaanderen.
| Zingem           | Zingem           | Supranationaal         | Nationaal                         | Nationaal                 | Gemeenschap               | Gewest                    | Provincie                 | Arrondissement   | Provinciedistrict | Kanton          | Gemeente        |
| ---------------- | ---------------- | ---------------------- | --------------------------------- | ------------------------- | ------------------------- | ------------------------- | ------------------------- | ---------------- | ----------------- | --------------- | --------------- |
| Administratief   | Niveau           | Europese Unie          | België                            | België                    | Vlaanderen                | Vlaanderen                | Oost-Vlaanderen           | Oudenaarde       | Oudenaarde        | Oudenaarde      | Zingem          |
| Administratief   | Bestuur          | Europese Commissie     | Belgische regering                | Belgische regering        | Vlaamse regering          | Vlaamse regering          | Deputatie                 | Deputatie        | Deputatie         | Deputatie       | Gemeentebestuur |
| Administratief   | Raad             | Europees Parlement     | Kamer van volksvertegenwoordigers | Vlaams Parlement          | Vlaams Parlement          | Vlaams Parlement          | Provincieraad             | Provincieraad    | Provincieraad     | Provincieraad   | Gemeenteraad    |
| Kiesomschrijving | Kiesomschrijving | Nederlands Kiescollege | Kieskring Oost-Vlaanderen         | Kieskring Oost-Vlaanderen | Kieskring Oost-Vlaanderen | Kieskring Oost-Vlaanderen | Kieskring Oost-Vlaanderen | Aalst-Oudenaarde | Oudenaarde        | Kruishoutem     | Zingem          |
| Verkiezing       | Verkiezing       | Europese               | Federale                          | Federale                  | Vlaamse                   | Vlaamse                   | Provincieraads-           | Provincieraads-  | Provincieraads-   | Provincieraads- | Gemeenteraads-  |

### Burgemeesters
- 1804-1850: Jacques-Chrétien Amelot
- 1850-1886: Jean-Baptiste Amelot
- 18??-1896: Louis Ceuterick
- 1896-1964: Alfred Amelot
- 1965-1976: Martin De Smet
- 1977-1982: Marcel Cnudde
- 1983-2006: Jean-Pierre Cnudde
- 2007-2009: Etienne Ver Cruysse
- 2010-2018: Kathleen Hutsebaut

### Gemeentebestuur 2013-2018
Burgemeester was Kathleen Hutsebaut van de lijst SAMEN (CD&V-sp.a). Deze partij had een absolute meerderheid met 11 op 19 zetels.
| SAMEN - Kathleen Hutsebaut, burgemeester en voorzitter gemeenteraad - Jurgen Haustraete, 1e schepen - Gerrit Depaepe, 2e schepen - Patrick Vermeulen, 3e schepen - Kathelijne Van Betsbrugge, 4e schepen - Carine Seynaeve, 5e schepen en OCMW-voorzitter - Etienne Poelman, fractieleider - Nadine Polfliet - Felix Vermeiren - Mieke Ver Cruysse - Marc De Kimpe | Open Vld - Dirk Otte, fractieleider - André De Wulf - Rita De Vuyst - Henri Verschueren - Geoffrey Verleyen N-VA - Rik Vandenhove, fractieleider - Piet Dhondt - Nancy Van Dycke |

### Resultaten gemeenteraadsverkiezingen van 1976 tot en met 2012
| Partij               | Partij                            | 10-10-1976 | 10-10-1976 | 10-10-1982 | 10-10-1982 | 9-10-1988 | 9-10-1988 | 9-10-1994 | 9-10-1994 | 8-10-2000 | 8-10-2000 | 8-10-2006 | 8-10-2006 | 14-10-2012 | 14-10-2012 |
| Stemmen / Zetels     | Stemmen / Zetels                  | %          | 17         | %          | 17         | %         | 17        | %         | 17        | %         | 17        | %         | 17        | %          | 19         |
| -------------------- | --------------------------------- | ---------- | ---------- | ---------- | ---------- | --------- | --------- | --------- | --------- | --------- | --------- | --------- | --------- | ---------- | ---------- |
|                      | GMB-CVPA / GMB                    | 47,87A     | 8          | 40,51A     | 7          | 5,24      | 0         | -         |           | -         |           | -         |           | -          |            |
|                      | GMB-CVPA / SAMENB                 | 47,87A     | 8          | 40,51A     | 7          | 60,1B     | 11        | 56,67B    | 10        | 53,32B    | 9         | 57B       | 10        | 52,22B     | 11         |
|                      | ANDERSC / SAMENB                  | -          |            | 16,31C     | 2          | 60,1B     | 11        | 56,67B    | 10        | 53,32B    | 9         | 57B       | 10        | 52,22B     | 11         |
|                      | ANDERSC / PVV-VUD / N-VA          | -          |            | 16,31C     | 2          | 34,66D    | 6         | -         |           | -         |           | -         |           | 21,35      | 3          |
|                      | PVV1 / PVV-VUD / VLD2 / Open Vld3 | 52,131     | 9          | 43,181     | 8          | 34,66D    | 6         | 38,822    | 7         | 46,682    | 8         | 432       | 7         | 26,433     | 5          |
|                      | ALLEEN                            | -          |            | -          |            | -         |           | 4,51      | 0         | -         |           | -         |           | -          |            |
| Totaal stemmen       | Totaal stemmen                    | 4563       | 4563       | 4827       | 4827       | 4949      | 4949      | 4972      | 4972      | 5001      | 5001      | 5223      | 5223      | 5447       | 5447       |
| Opkomst %            | Opkomst %                         |            |            |            |            | 97,81     | 97,81     | 95,82     | 95,82     | 96,01     | 96,01     | 97,16     | 97,16     | 95,08      | 95,08      |
| Blanco en ongeldig % | Blanco en ongeldig %              | 1,93       | 1,93       | 2,22       | 2,22       | 3,27      | 3,27      | 4,47      | 4,47      | 4,22      | 4,22      | 3,82      | 3,82      | 3,86       | 3,86       |

De rode cijfers naast de gegevens duiden aan onder welke naam de partijen telkens bij een verkiezing opkwamen.

De zetels van de gevormde meerderheid staan vetjes gedrukt. De grootste partij staat in kleur.

Zie voor de gemeenteraadsverkiezingen van 2018 en later de fusiegemeente Kruisem.

## Trivia
- De bijnaam van de inwoners is wannemakers.[7]

## Nabijgelegen kernen
Asper, Mullem, Ouwegem, Hermelgem, Heurne